# 4x4 Evolution
4x4 Evolution är ett racing-spel utvecklat av Terminal Reality till Dreamcast, Macintosh, Playstation 2 och Windows. 4x4 Evolution är det första konsolbaserade spelet där spelare från de olika plattformarna Dreamcast, PC och Macintosh kan vara online samtidigt.

## Spelsystemet
I 4x4 Evolution tävlar man i öppen terräng kan man välja att köra mellan 70 olika bilar från en mängd biltillverkare. Det finns ett spelläge som heter career mode där man tävlar om pengar för att köpa nya bilar likt Gran Turismo-serien.